# 山案座θ
山案座θ，又名CP-79 238，HD 54239、SAO 256355、HR 2689，是山案座的一颗恒星，视星等为5.45，位于銀經291.11，銀緯-26.4，其B1900.0坐标为赤經7h 2m 54s，赤緯-79° -26.4′ 36″。